# Share (film)
Pour les articles homonymes, voir Share et Share (homonymie).
Pour plus de détails, voir Fiche technique et Distribution.
Share est un film dramatique de passage à l'âge adulte de 2019, écrit et réalisé par Pippa Bianco, basé sur son court métrage du même nom sorti en 2015. Il met en vedette Rhianne Barreto (en), Charlie Plummer, Poorna Jagannathan, J. C. MacKenzie (en), Nicholas Galitzine et Lovie Simone.
L'histoire est celle de Mandy, une jeune fille de 16 ans, qui reçoit des SMS de ses amis à propos d'une vidéo devenue virale dans laquelle elle est visiblement inconsciente. Son pantalon est baissé et elle est entourée d'un groupe de garçons qui rient. Mandy ne se souvient de rien de tout cela et, alors qu'elle cherche à savoir ce qui s'est passé, elle est ostracisée,.
 

## Fiche technique
- Titre original : Share
- Réalisation : Pippa Bianco
- Scénario : Pippa Bianco
- Photographie : Ava Berkofsky
- Montage : Shelby Siegel
- Musique : Shlohmo
- Costumes : Muska Zurmati
- Production : Tyler Byrne, Carly Hugo
- Sociétés de production :
- Pays de production : États-Unis
- Langue originale : anglais
- Format : couleur
- Genre : drame
- Durée : 87 minutes
- Dates de sortie[4] :
  - États-Unis : 25 janvier 2019 (festival du film de Sundance)
  - Belgique : 18 octobre 2019 (Gent International Film Festival)

## Distribution
- Rhianne Barreto (en) : Mandy Lundy
- Charlie Plummer : Dylan
- Poorna Jagannathan : Kerri Lundy
- J. C. MacKenzie (en) : Mickey Lundy
- Nicholas Galitzine : A.J.
- Lovie Simone : Jenna
- Danny Mastrogiorgio : Tony
- Jhaleil Swaby : Mason
- Milcania Diaz-Rojas : Mia
- Christian Corrao : Tyler Lundy
- Emily Woloszuk : Kaylee
- Sydney Holmes : Lacey
- Emily Debowski : la jolie fille blonde (comme Emily Wilder)

## Production
En mai 2015, il est annoncé que Pippa Bianco adaptait son court métrage Share (lauréat, section Cinéfondation, Cannes 2015) en scénario de long métrage,. En janvier 2016, le Sundance Institute choisit le film pour son Screenwriters Lab. En mars 2017, il est annoncé qu'A24 distribuera le film, avec la nouvelle venue Rhianne Barreto dans le rôle principal. En octobre 2017, Charlie Plummer, Poorna Jagannathan, J. C. MacKenzie (en), Lovie Simone et Nicholas Galitzine sont choisis pour le film, avec Carly Hugo, Tyler Byrne et Matthew Parker comme producteurs,.
Le tournage principal commence en octobre 2017, à Toronto, au Canada.
La musique est composée par le musicien électronique Shlohmo, son premier travail dans le domaine du cinéma.
Le film a reçu le label ReFrame pour une production équilibrée entre les sexes.

## Sortie
Le film est présenté en première mondiale au Festival du film de Sundance le 25 janvier 2019. Peu de temps après, HBO Films a acquis les droits de distribution du film. Il est sorti le 27 juillet 2019.

## Réception
Share a reçu des critiques positives de la part des critiques de cinéma. Il détient an 86% sur le site Web d'agrégation d'avis Rotten Tomatoes, basé sur 28 avis, avec une note moyenne de 7/10. Le consensus des critiques du site Web se lit comme suit : « Sombre mais convaincant, Share évite le didactisme routinier grâce à une mise en scène sensible et à des performances centrales engagées. ». Sur Metacritic, le film détient une note de 73 sur 100, basée sur les critiques de huit critiques, indiquant « des critiques généralement favorables ».

## Récompenses et distinctions
- « Share » ((en) récompenses), sur l'Internet Movie Database (consulté le 3 février 2025)